# Raion d'Ust-Labinsk
El raion d'Ust-Labinsk (del rus: Усть-Лабинский район) és un dels trenta-set raions en els quals es divideix el krai de Krasnodar, a Rússia. Està situat en la zona central del krai. Limita al sud amb el raion de Krasnogvardéiskoie i el raion de Shovgénovski de la república d'Adiguèsia, a l'oest amb el raion de Dinskaia, al nord amb el raion de Vísselki i el raion de Korenovsk, a l'est amb el raion de Tbilískaia i el raion de Kurgàninsk. Tenia 111.222 habitants el 2010 i té una superfície d'1.511 km². El seu centre administratiu és Ust-Labinsk.
El relleu del districte és pla. La seua frontera sud està composta pel curs del Kuban i l'embassament de Krasnodar, al sud-oest i per la del seu afluent el Labà, al sud-est. Al nord-oest del raion neix el riu Kirpili i al nord-est discorre el riu Sujói Log, afluent de la capçalera del riu Beisuzhok Esquerre, el curs del qual forma la frontera en aquest extrem. Al quart sud-occidental discorren els rius Zelenchuk Vtorói i el seu afluent el Sredni Zelenchuk.

## Demografia
El 2006, quan tenia 112.673 habitants, el 37.7 % de la seva població era urbana i el 62.3 % rural, el 47.9 % homes i el 52.1 dones.
Per nacionalitats, la predominant és la russa (en la qual s'inclouen els descendents dels cosacs de la Línia del Caucas i els cosacs de la Mar Negra), encara que també existeixen individus: armenis, ucraïnesos, belarussos, àzeris, georgians, gitanos, adigués, txetxens, kurds, lesguians, udís, ossets i abkhazos.

## Divisió administrativa

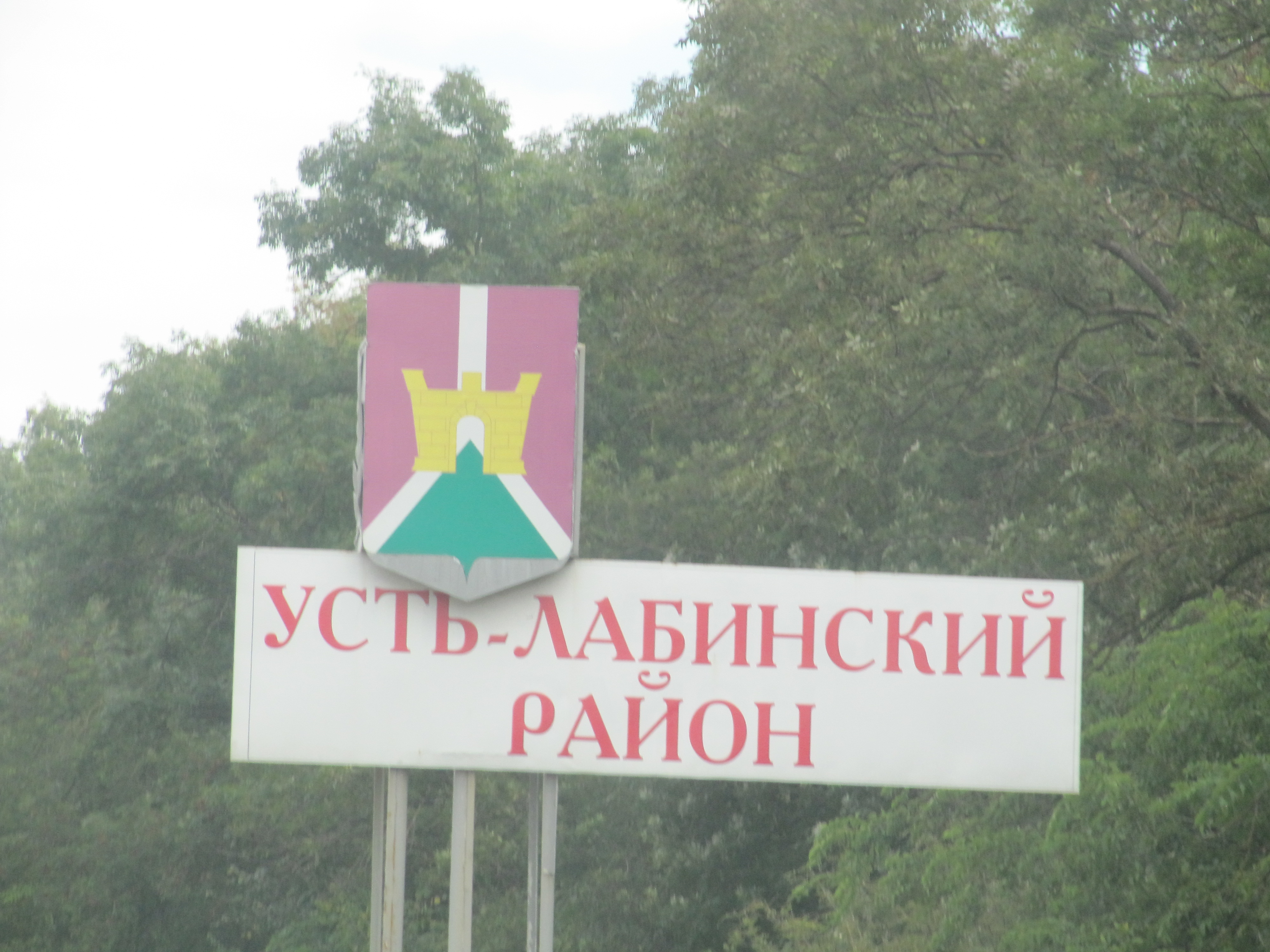
Rètol d'entrada al raion.

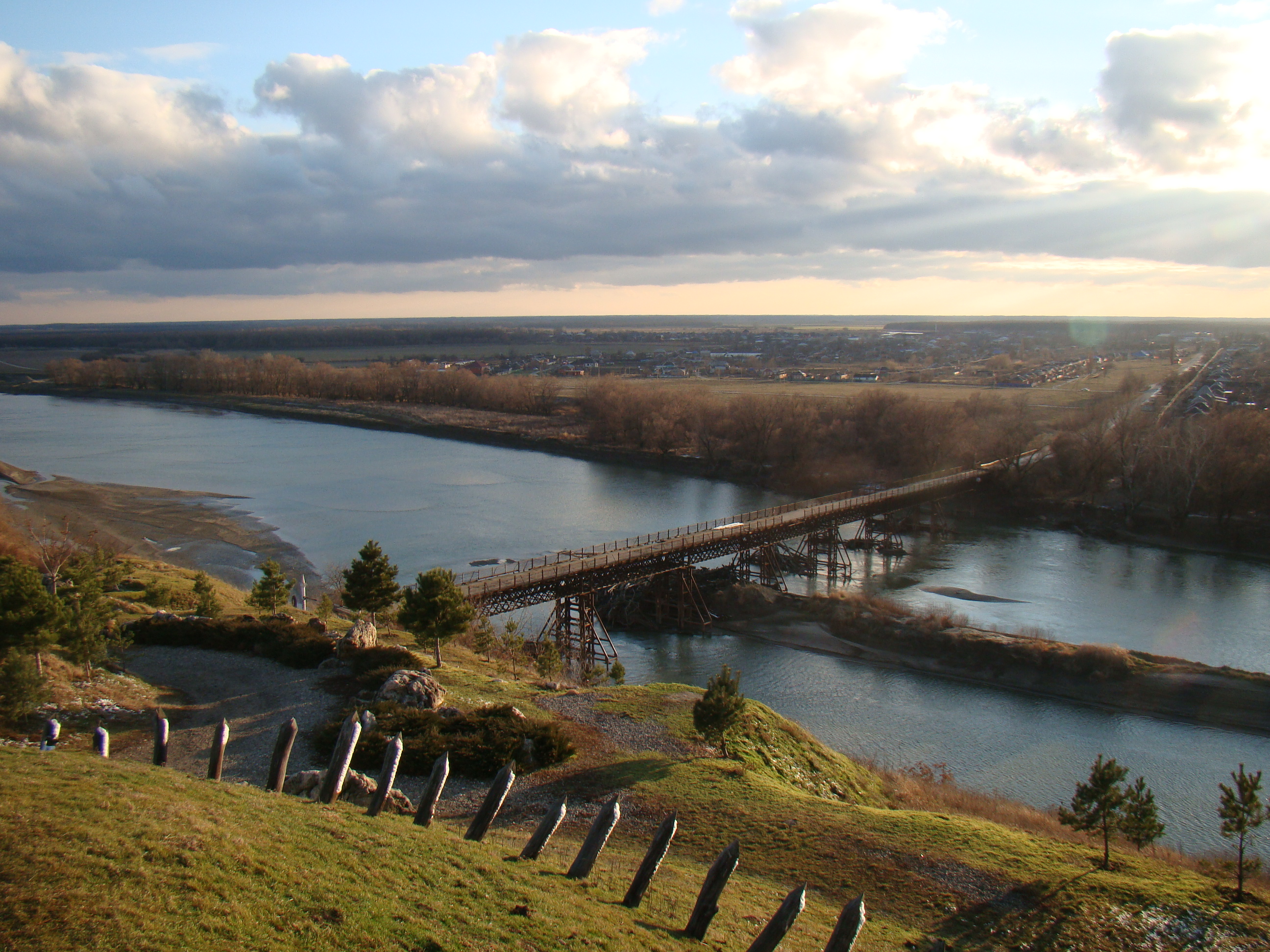
Puente sobre el riu Kuban entre Ust-Labinsk i Khatukai.

El raion es divideix en 1 municipi urbà i 14 rurals, que engloben 39 localitats:
| Municipis de tipus urbà         | Poblacions* |
| ------------------------------- | --- |
| Municipi rural Ust-Labínskoye   | - ciutat Ust-Labinsk - jútor Oktiabrski |
| Municipis de tipus rural        | |
| Municipi rural Aleksándrovskoye | - jútor Aleksándrovski - jútor Krasni - jútor Neyelinski - jútor Novonikoláyevka - jútor Piatijatski - jútor Semiónovka - jútor Soglachni - jútor Finoguenovski         |
| Municipi rural Bratskoye        | - jútor Bratski - jútor Bolgov - jútor Semiónov - jútor Séverski - jútor Novoyekaterínovka - jútor Novosiólovka - jútor Jersonski - jútor Sarátovski - jútor Kalíninski |
| Municipi rural Vimovskoye       | - posiólok Vimovets - posiólok Yuzhni |
| Municipi rural Vorónezhskoye    | - stanitsa Vorónezhskaya |
| Municipi rural Vostóchnoye      | - stanitsa Vostóchnaya |
| Municipi rural Dvubratskoye     | - posiólok Dvubratski |
| Municipi rural Zheleznoye       | - jútor Zhelezni - jútor Svobodni - jútor Sokolski |
| Municipi rural Kirpílskoye      | - stanitsa Kirpílskaya |
| Municipi rural Ládozhskoye      | - stanitsa Ládozhskaya - plataforma ferroviària Potayenni |
| Municipi rural Léninskoye       | - jútor Bezlesni |
| Municipi rural Nekrásovskoye    | - stanitsa Nekrásovskaya - posiólok Zarechni - jútor Ogoniok - jútor Kubanski - jútor Kadujin                                                                           |
| Municipi rural Novolabínskoye   | - stanitsa Novolabínskaya |
| Municipi rural Suvórovskoye     | - seló Suvórovskoye |
| Municipi rural Tenguínskoye     | - stanitsa Tenguínskaya |

Els centres administratius estan ressaltats en negreta.

## Economia
La principal activitat econòmica de la regió és l'agricultura (major productora de soia del krai, remolatxa sucrera, gira-sol), la ramaderia i la indústria relacionada al processament dels seus productes. Altres indústries inclouen la tèxtil, la química i els materials de construcció (argila, mescles de grava). En el raion s'extreu gas natural. A Làdojskaia es crien visons, única granja d'aquestes característiques del krai. Cal destacar la cria de cavalls, pel seu caràcter tradicional.
Al sud-oest d'aquest raion passa la carretera regional R251 Temriuk-Krasnodar-Kropotkin i de sud a nord la R253 Maikop-Ust-Labinsk-Korenovsk.

## Llocs d'interès
A l'oest de Tenguínskaia, a la vora del Labà, es troba el jaciment de la fortificació meota II Tenguinskoye d'entre els segles VI a.C. i IV a.C. Al raion existeixen 495 jaciments arqueològics.

## Personalitats
- Gueorgui Ansímov (1922), director teatral, Artista del poble de l'URSS.
- Liudmila Zaitseva (1946), artista de cinema.